# Bielawa
Bielawa é um município da Polônia, na voivodia da Baixa Silésia e no condado de Dzierżoniów. Estende-se por uma área de 36,21 km², com 29 971 habitantes, segundo os censos de 2019, com uma densidade de 828 hab/km².